# Подгоріє (округ Жиліна)
Подгоріє (словац. Podhorie) — село, громада округу Жиліна, Жилінський край, регіон Раєцка Котліна. Кадастрова площа громади — 6,42 км².
Населення 927 осіб (станом на 31 грудня 2017 року).

## Історія
Подгоріє згадується 1393 року.

## Населення
| Рік:            | 1994. | 2004.   | 2014.    | 2024.    |
| --------------- | ----- | ------- | -------- | -------- |
| Кількість осіб: | 737   | 761     | 860      | 1093     |
| Різниця:        |       | +3,25 % | +13,00 % | +27,09 % |

| Рік:            | 2023. | 2024.   |
| --------------- | ----- | ------- |
| Кількість осіб: | 1060  | 1093    |
| Різниця:        |       | +3,11 % |